# Oligosoma lineoocellatum
Oligosoma lineoocellatum är en ödleart som beskrevs av  Duméril 1851. Oligosoma lineoocellatum ingår i släktet Oligosoma och familjen skinkar. Inga underarter finns listade i Catalogue of Life.